# Lynx Aviation

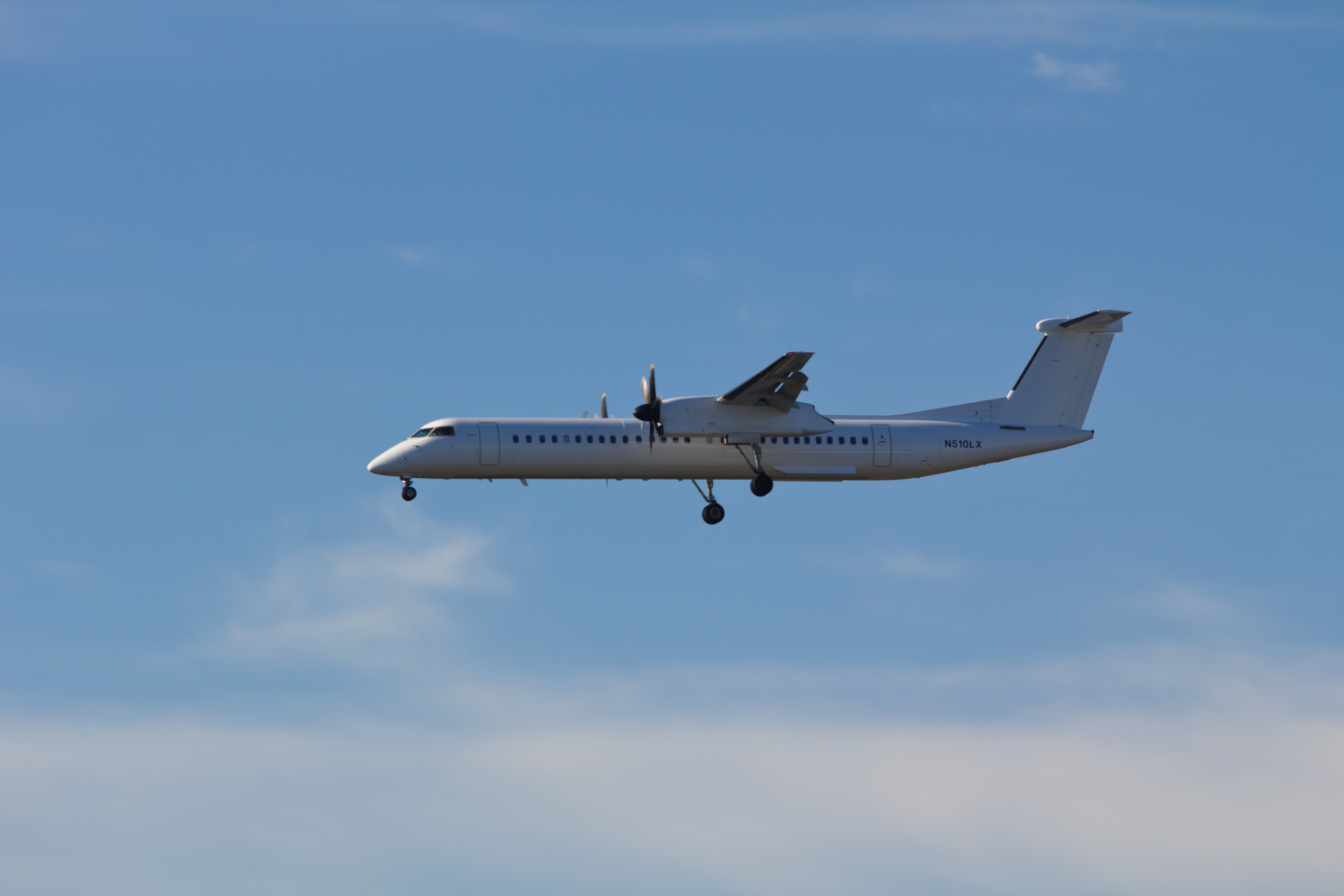
une des avions de Lynx Aviation

Lynx Aviation était une compagnie aérienne régionale américaine. Elle était une filiale de Frontier Airlines. Elle a cessé ses opérations en 2011.